# Tossal de Montarroi
El Tossal de Montarroi és una muntanya de 1.273,8 m d'altitud del terme municipal de Sarroca de Bellera, dins del terme municipal de Benés, de l'Alta Ribagorça, agregat al de Sarroca de Bellera el 1970.
És a l'extrem sud de l'antic terme de Benés, i queda en una posició absolutament central en l'actual de Sarroca de Bellera. És al nord, i just damunt, del poble de les Esglésies, al sud-est de Benés i al nord-oest de Buira.